# Frédéric Marizy
Frédéric Marizy, eigentlich Frédéric Christophe Henri Pierre Claude Vagnair, genannt Frédéric Marizy (* 8. Juli 1765 in Altroff, Département Moselle; † 1. Februar 1811 in Talavera la Vieja, Spanien) war ein französischer General der Kavallerie.

## Leben und Wirken
Am 11. Februar 1779 wurde Marizy Kadett in der königlichen Armee und kam zu den Husaren. Er konnte sich dort bald auszeichnen und wurde auch schnell befördert: sous-lieutenant (2. Januar 1784), lieutenant (27. Mai 1788) und capitaine (29. April 1792). Nach weiteren Belobigungen wurde er chef d’escadron (4. Oktober 1793) und chef de brigade (24. Juni 1794).
Nach einem weiteren Wechsel kam Marizy 1795 zur Armée du Rhin und wurde im darauffolgenden Jahr in einem Gefecht bei Bopfingen verwundet. Nach seiner Gesundung kam Marizy in den Stab von General François Antoine Louis Bourcier (1760–1828).
Im Frühjahr 1803 ernannte ihn Napoleon Bonaparte zum général de brigade und wenig später kam Marizy zu General François-Étienne Kellermann und kämpfte unter dessen Befehl u. a. vor Austerlitz (2. Dezember 1805).
Nach einem kurzen Intermezzo im Stab von Marc-Antoine de Beaumont (1763–1830) holte in Napoleon 1809 an die Kriegsschauplätze nach Spanien. Er stand im Generalstab von Marschall Édouard Adolphe Mortier und nahm u. a. an der Belagerung von Saragossa (Dezember 1808/Februar 1809) teil. Er kämpfte vor Talavera (27/28. Juli 1809), Arzobispo (8. August 1809) und Buçaco (27. Dezember 1810).
Am 1. Februar 1811 unternahm Marizy einen Patrouillenritt, bei dem er in der Nähe von Talavera überfallen und getötet wurde.

## Ehrungen
- 11. Dezember 1804 Ritter der Ehrenlegion
- 22. November 1808 baron de l’Émpire
- Sein Name findet sich am südlichen Pfeiler (30. Spalte) des Triumphbogens am Place Charles de Gaulle (Paris)